# Giovanni Battista Nasalli Rocca di Corneliano
Giovanni Battista Nasalli Rocca di Corneliano (ur. 27 sierpnia 1872 w Piacenzy, zm. 13 marca 1952 w Bolonii) – włoski biskup rzymskokatolicki, jałmużnik papieski w latach 1916–1921, arcybiskup Bolonii w latach 1921–1952, kardynał.

## Życiorys
Pochodził z arystokratycznej rodziny. Nauki pobierał w Cremonie. Sutannę przywdział już w 1887, wieku 15 lat. Tonsurę otrzymał rok później. Po ukończeniu seminarium w Pacenzie 8 czerwca 1895 otrzymał święcenia kapłańskie z rąk biskupa rodzinnej diecezji Giovanniego Battisty Scalabriniego, który udzielił mu w dzieciństwie sakramentu bierzmowania.
W latach 1896–1898 studiował w Rzymie, gdzie ukończył między innymi Uniwersytet Gregoriański. Był współpracownikiem biskupa Bergamo Giacomo Radini-Tedeschi. Pracował w Kongregacji Nadzwyczajnych Spraw Kościoła, a później już jako prałat (od 5 maja 1902) i protonotariusz apostolski (od 31 maja 1902) wizytował włoskie seminaria.
25 stycznia 1907 został mianowany biskupem Gubbio. Sakry dokonał kardynał Vincenzo Vannutelli. W 1916 przeniesiony na arcybiskupstwo tytularne Thebae. Uzyskał tytuł tajnego Szambelana Jego Świątobliwości i asystenta Tronu Papieskiego. 21 listopada 1921 mianowany arcybiskupem Bolonii. Kapelusz kardynalski otrzymał w 1923. Brał udział w konklawe 1939. Jego bratankiem był kardynał Mario Nasalli Rocca di Corneliano.
Pochowany został w katedrze bolońskiej.